# Kamasi Washington
Kamasi Tii Washington (nascido em Los Angeles, Califórnia, em 18 de fevereiro de 1981) é um saxofonista de jazz, compositor, produtor musical norte-americano. Ele é um membro fundador do coletivo musical de jazz West Coast Get Down. Como reconhecimento, foi nomeado ao Brit Awards de 2019 na categoria de Artista Masculino Solo Internacional.

## Carreira
Washington nasceu em 1981 e foi criado em Los Angeles, Califórnia, Estados Unidos. Ele é formado pela Academia de Música de Alexander Hamilton High School em Beverlywood, Los Angeles. Washington matriculou-se em seguida no Departamento de Etnomusicologia, onde começou a tocar com professores como Kenny Burrell, Gerald Wilson, e Billy Higgins, que orientou um quarteto com Washington, o pianista Cameron Graves e os irmãos Stephen ("Thundercat") e Ronald Bruner. Eles lançaram seu álbum de estreia, Young Jazz Giants, na Birdman Records em 2004.
Washington juntou-se à Orquestra Gerald Wilson para seu álbum de 2005 In My Time. Em 2008 e 2009 "The Kamasi Washington Band" tocou no Concerto de Jazz do Dia do Trabalho ao ar livre no Main Green em Village Green, Los Angeles. Washington tocou saxofone no álbum de Kendrick Lamar, To Pimp a Butterfly, lançado em 15 de março de 2015. A primeira gravação solo de Washington, The Epic, foi lançado em maio de 2015. Washington contribuiu com saxofone na música de Thundercat, "Them Changes", que foi lançado em 18 de junho de 2015, como single do EP The Beyond / Where the Giants Roam; a faixa foi posteriormente incluída no álbum completo de Thundercat Drunk (2017).
Washington lançou o mini-álbum/EP Harmony of Difference em setembro de 2017. Isso foi seguido por seu segundo álbum de estúdio completo, Heaven and Earth, que foi lançado em junho de 2018, com um EP complementar intitulado The Choice lançado uma semana depois.

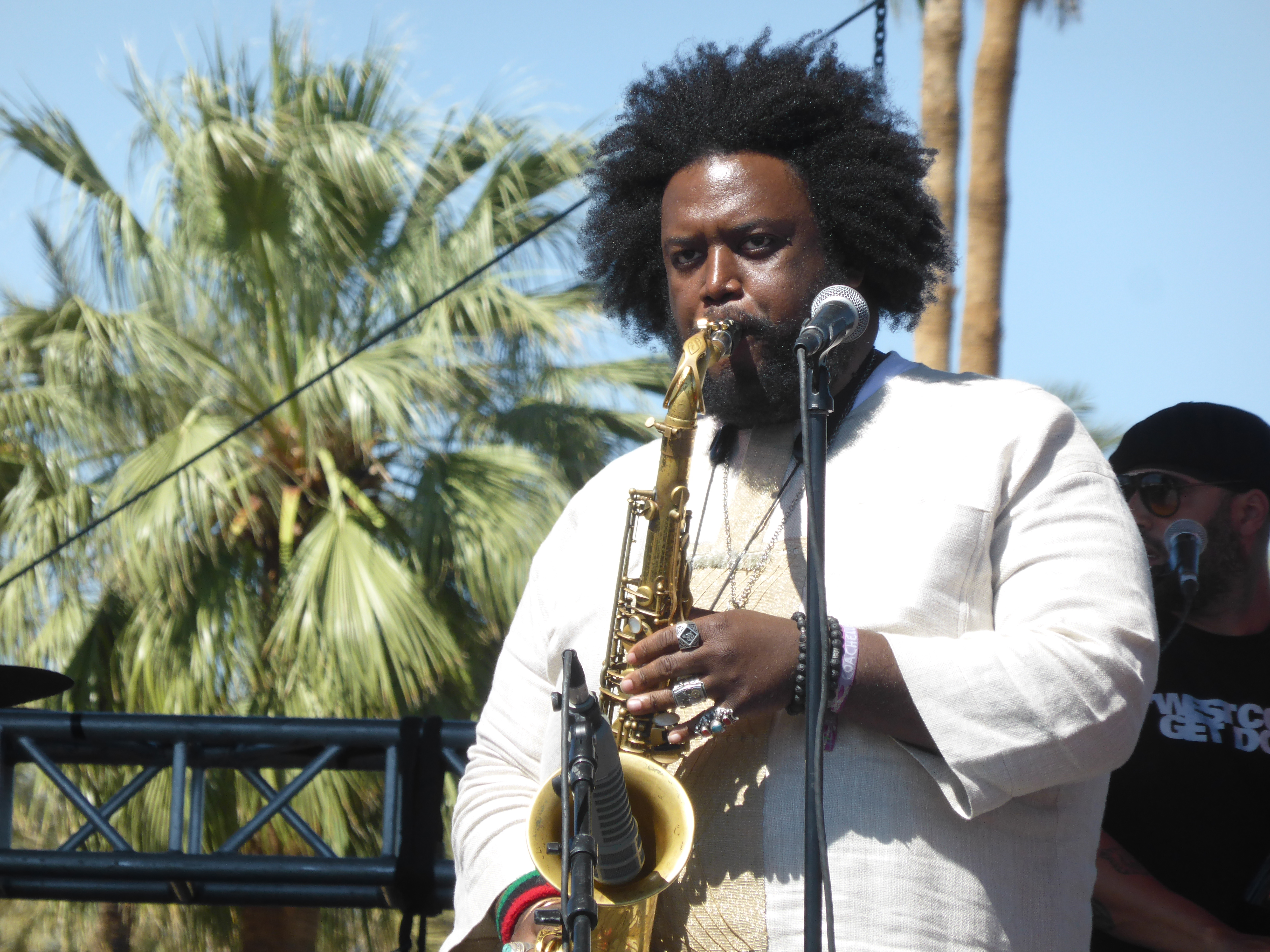
Washington no Coachella Valley Music and Arts Festival em 2016

Washington tocou junto de um grupo diversificado de músicos, incluindo Wayne Shorter, Herbie Hancock, Horace Tapscott, Lauryn Hill, Nas, Snoop Dogg, George Duke, Chaka Khan, Flying Lotus, Mike Muir, Francisco Aguabella, St. Vincent, the Pan Afrikaan People's Orchestra, Run the Jewels and Raphael Saadiq.
Em 25 de junho de 2020, Washington, Terrace Martin, Robert Glasper e 9th Wonder anunciaram a formação do supergrupo Dinner Party. Eles lançaram um single, "Freeze Tag", e seu primeiro extended play, Dinner Party, foi lançado em 10 de julho de 2020.
Em 18 de junho de 2021, Washington lançou uma nova música, "Sun Kissed Child" como parte da série The Undefeated's Music for the Movement. Também em 2021, Washington e sua banda contribuíram com um cover da música "My Friend of Misery" do Metallica para o álbum de tributo beneficente The Metallica Blacklist.
Em 4 de julho de 2024, Kendrick Lamar lançou o videoclipe de "Not Like Us". No vídeo, havia um trecho que foi reproduzido no início do vídeo (posteriormente revelado como Squabble Up). Na música, Kendrick menciona Washington no verso "High key; keep a horn on me, that Kamasi".
Washington, juntamente com Bonobo e Floating Points, compôs a música para a série de anime para televisão Lazarus (2025), dirigido por Shinichirō Watanabe.

## Prêmios e indicações
| Ano  | Cerimônia                        | Categoria                                                                                   | Trabalho indicado                           | Resultado | Ref.          |
| ---- | -------------------------------- | ------------------------------------------------------------------------------------------- | ------------------------------------------- | --------- | ------------- |
| 1999 | Competição Musical John Coltrane | Competição Musical John Coltrane                                                            | Competição Musical John Coltrane            | Venceu    | [ 18 ]        |
| 2015 | Worldwide Winners                | Álbum do Ano                                                                                | The Epic                                    | Venceu    | [ 19 ]        |
| 2016 | Prêmio de Música Americana       | Prêmio de Música Americana                                                                  | The Epic                                    | Venceu    | [ 20 ]        |
| 2016 | NAACP Image Awards               | Melhor Álbum de Jazz                                                                        | The Epic                                    | Indicado  | [ 21 ]        |
| 2016 | Libera Awards                    | Álbum do Ano                                                                                | The Epic                                    | Indicado  | [ 22 ] [ 23 ] |
| 2016 | Libera Awards                    | Melhor Artista Revelação                                                                    | The Epic                                    | Indicado  | [ 22 ] [ 23 ] |
| 2016 | Libera Awards                    | Álbum inovador do ano                                                                       | The Epic                                    | Venceu    | [ 22 ] [ 23 ] |
| 2016 | Libera Awards                    | Álbum Heritage do Ano                                                                       | The Epic                                    | Venceu    | [ 22 ] [ 23 ] |
| 2018 | UK Music Video Awards            | Melhor Vídeo Urbano – Internacional                                                         | "Street Fighter Mas"                        | Indicado  | [ 24 ]        |
| 2018 | Libera Awards                    | Melhor Álbum de Jazz                                                                        | Harmony of Difference                       | Venceu    | [ 25 ]        |
| 2019 | Worldwide Winners                | Álbum de Jazz do Ano                                                                        | Heaven and Earth                            | Venceu    | [ 26 ]        |
| 2019 | Libera Awards                    | Album of the Year                                                                           | Heaven and Earth                            | Venceu    | [ 27 ]        |
| 2019 | Libera Awards                    | Melhor Álbum de Jazz                                                                        | Heaven and Earth                            | Venceu    | [ 27 ]        |
| 2019 | Libera Awards                    | Encartes Criativos                                                                          | Heaven and Earth                            | Venceu    | [ 27 ]        |
| 2019 | Libera Awards                    | Vídeo do Ano                                                                                | "Heaven & Earth"                            | Indicado  | [ 27 ]        |
| 2019 | Brit Awards                      | Artista Solo Masculino Internacional                                                        | Himself                                     | Indicado  | [ 28 ]        |
| 2019 | UK Music Video Awards            | Melhor Vídeo Alternativo – Internacional                                                    | "Hub-tones"                                 | Indicado  | [ 29 ]        |
| 2019 | UK Music Video Awards            | Best Special Video Project                                                                  | "As Told to g/d Thyself"                    | Indicado  | [ 29 ]        |
| 2020 | Primetime Emmy Awards            | Outstanding Music Composition for a Documentary Series or Special (Original Dramatic Score) | Becoming                                    | Indicado  | [ 30 ]        |
| 2020 | Libera Awards                    | Best Sync Usage                                                                             | Music in Apple Shot on iPhone XS commercial | Indicado  | [ 31 ]        |
| 2021 | Grammy Awards                    | Best Score Soundtrack for Visual Media                                                      | Becoming                                    | Indicado  | [ 32 ]        |
| 2023 | Libera Awards                    | Best Jazz Record                                                                            | "The Garden Path"                           | Venceu    | [ 33 ]        |

## Discography

### As leader/co-leader
Álbuns de estúdio
- Young Jazz Giants (com Cameron Graves, Stephen Bruner, & Ronald Bruner Jr.) (Birdman, 2004)
- Live at 5th Street Dick's (lançamento próprio, 2005)
- The Proclamation (lançamento próprio, 2007)
- Light of the World (lançamento próprio, 2008)
- The Epic (Brainfeeder, 2015)[34][35]
- Heaven and Earth (Young, 2018)[36]
- Fearless Movement (Young, 2024)

EPs
- Harmony of Difference (Young, 2017)[37]
- The Choice (Young, 2018)
- Becoming – Music from the Netflix Original Documentary (Young, 2020)
- Dinner Party com Robert Glasper, Terrace Martin, 9th Wonder (Sounds of Crenshaw/Empire, 2020)
- Enigmatic Society com Robert Glasper, Terrace Martin, 9th Wonder (Sounds of Crenshaw/Empire, 2023)

Com Throttle Elevator Music
- Throttle Elevator Music (Wide Hive, 2012)
- Area J (Wide Hive, 2014)
- Jagged Rocks (Wide Hive, 2015)
- Throttle Elevator Music IV (Wide Hive, 2016)
- Retrorespective (Wide Hive, 2017)
- Emergency Exit (Wide Hive, 2020)
- Final Floor (Wide Hive, 2021)

### Como acompanhamento
- Gold por Ryan Adams — em "New York, New York" e "Touch, Feel & Lose" (Lost Highway, 2001)
- Blackberry Belle por The Twilight Singers (One Little Indian, 2003)
- R&G (Rhythm & Gangsta): The Masterpiece por Snoop Dogg — em "No Thang On Me" (Geffen/Star Trak/Doggy Style, 2004)
- Searching for Jerry Garcia by Proof — em "Pimplikeness" (Iron Fist Records, 2005)
- Something Else
- Ego Trippin' by Snoop Dogg — em "Press Play" (Geffen/Doggy Style, 2008)
- The Golden Age of Apocalypse por Thundercat – em "Is It Love?" (Brainfeeder, 2011)
- Perseverance por Phil Ranelin (Wide Hive, 2011)
- DreamWeaver por George Duke – em "Stones of Orion," "Trippin'," "Ashtray," "Ball & Chain" (com Teena Marie), e "Burnt Sausage Jam" (Heads Up, 2013)
- Chameleon por Harvey Mason – em "Black Frost" (Concord, 2014)
- Up por Stanley Clarke – em "I Have Something to Tell You Tonight" (Mack Avenue, 2014)
- You're Dead! por Flying Lotus (Warp, 2014)
- To Pimp a Butterfly por Kendrick Lamar – saxophone em "u", arranjo de cordas em "Mortal Man" (Aftermath/Interscope, 2015)
- The Beyond / Where the Giants Roam por Thundercat (Brainfeeder, 2015)
- Run the Jewels 3 por Run the Jewels – em "Thursday in the Danger Room" (Mass Appeal/RED, 2016)
- Drunk por Thundercat (Brainfeeder, 2017)
- Damn por Kendrick Lamar – cordas em "Lust" (Top Dawg/Aftermath/Interscope, 2017)
- Ash por Ibeyi – em "Deathless" (XL, 2017)
- Masseduction por St. Vincent – em "Pills" (Loma Vista, 2017)
- Alone por Cory Henry – em "Operation Funk" (Culture Collective, 2022)
- No Excuses por Childish Gambino – em "Bando Stone e The New World" (Rolling Stone, 2024)
- GNX por Kendrick Lamar

Com a Orquestra Gerald Wilson
- In My Time (Mack Avenue, 2005)
- Monterey Moods (Mack Avenue, 2007)
- Detroit (Mack Avenue, 2009)
- Legacy (Mack Avenue, 2011)